# Michail Ivanovič Daškov
Principe Michail Ivanovič Daškov, in russo Михаил Иванович Дашков? (3 marzo 1736 – Mosca, 17 agosto 1764), è stato un diplomatico russo.

## Biografia
Era il figlio del principe Ivan Andreevič Daškov (1694-1743), capitano del Reggimento Preobraženskij, e di sua moglie, Anastasija Michajlovna Leont'eva, figlia del generale Michail Ivanovič Leont'ev, cugino dell'imperatrice Natal'ja, moglie dello Zar Alessio I Romanov.
Intraprese la carriera militare raggiungendo il grado di sergente della Guardia e poi servì nel reggimento dei corazzieri. Unico erede della grande fortuna della famiglia principesca Daškov, Michail godette di un grande successo alla corte di Elisabetta I.

## Matrimonio
Nel 1759 sposò la contessa Ekaterina Romanovna Voroncova (1743-1810), figlia del conte Roman Illarionovič Voroncov. Ebbero tre figli:
- Anastasija Michajlovna (1760-1831), sposò Andrej Evdokimovič Ščerbinin;
- Michail Michajlovič (1761-1762);
- Pavel Michajlovič (1763-1807), sposò Anna Semënovna Alferova.

Sua madre desiderava che egli si sposasse e diede il suo consenso senza indugio. Questa unione ebbe la benedizione della stessa Elisabetta I.
Dopo l'ascesa al trono di Pietro III, Michail venne mandato a Costantinopoli. Al suo ritorno a San Pietroburgo partecipò alla preparazione del golpe di Caterina II. Il giorno dell'incoronazione di Caterina II, a egli venne concesso il titolo di Lord of the Bedchamber (in russo камер-юнкер?, kamer-junker).

## Morte
Nel 1763, con il grado di vice-colonnello del Reggimento dei Corazzieri è stato inviato in Polonia per sostenere l'ascesa di Stanislao Augusto Poniatowski. Morì il 17 agosto 1764 a Puławy. Fu sepolto nella Cattedrale di Monastero Novospasskij a Mosca.